# Кубок европейских чемпионов по волейболу среди женщин 1966/1967
7-й розыгрыш Кубка европейских чемпионов по волейболу среди женщин проходил с 8 декабря 1966 по май 1967 года с участием 13 клубных команд стран-членов Европейской комиссии волейбола (ЕКВ). Победителем турнира во 2-й раз в своей истории и во 2-й раз подряд стала советская команда ЦСКА (Москва).

## Команды-участницы
| Страна       | Команда                         |                                 |
| ------------ | ------------------------------- | ------------------------------- |
| Болгария     | «Левски» (София)                | Чемпион Болгарии 1966           |
| Венгрия      | «Уйпешти Дожа» (Будапешт)       | Чемпион Венгрии 1966            |
| ГДР          | «Динамо» (Берлин)               | Чемпион ГДР 1966                |
| Израиль      | «Хапоэль» (Кфар-Масарик)        | Чемпион Израиля 1965            |
| Италия       | «Макс Мара» (Реджо-нель-Эмилия) | Чемпион Италии 1966             |
| Польша       | АЗС-АВФ (Варшава)               | Чемпион Польши 1966             |
| Португалия   | «Лейшойнш» (Матозиньюш)         | Чемпион Португалии 1966         |
| Румыния      | «Динамо» (Бухарест)             | Чемпион Румынии 1966            |
| СССР         | ЦСКА (Москва)                   | Чемпион СССР 1966               |
| СССР         | «Динамо» (Москва)               | 2-й призёр чемпионата СССР 1966 |
| Турция       | «Галатасарай» (Стамбул)         | Чемпион Турции 1966             |
| Чехословакия | «Славия» (Братислава)           | Чемпион Чехословакии 1966       |
| Швейцария    | «Уни» (Базель)                  | Чемпион Швейцарии 1966          |

## Система проведения розыгрыша
В турнире принимали участие команды 12 стран-членов ЕКВ (12 чемпионов своих стран и серебряный призёр чемпионата СССР 1966 «Динамо» Москва). На всех стадиях розыгрыша применялась система плей-офф.

## 1/8-финала
8.12.1966—30.01.1967
 ЦСКА (Москва) свободен от игр.
 «Макс Мара» (Реджо-нель-Эмилия) —  «Динамо» (Бухарест)
29 января. 0:3 (3:15, 1:15, 13:15).
30 января. 0:3 (3:15, 2:15, 8:15). Оба матча прошли в Реджо-нель-Эмилии.
 «Динамо» (Берлин) свободно от игр.
 «Лейшойнш» (Матозиньюш) —  «Уни» (Базель)
8 декабря. 0:3 (7:15, 10:15, 11:15).
16 декабря. 1:3 (15:13, 5:15, 14:16, 4:15).
 «Динамо» (Москва) —  «Уйпешти Дожа» (Будапешт) 
.. декабря. 3:0 (15:7, 15:4, 15:4).
.. декабря. ?:?
 АЗС-АВФ (Варшава) свободна от игр.
 «Хапоэль» (Кфар-Масарик) —  «Левски» (София)
11 декабря. 0:3 (5:15, 4:15, 8:15).
12 декабря. 0:3 (5:15, 12:15, 8:15). Оба матча прошли в Хайфе (Израиль).
 «Галатасарай» (Стамбул) —  «Славия» (Братислава)
10 декабря. 0:3 (6:15, 11:15, 4:15).
17 декабря. 0:3 (1:15, 3:15, 0:15).

## Четвертьфинал
17.02—1.03.1967
 «Динамо» (Бухарест) —  ЦСКА (Москва)
.. февраля. 3:1.
1 марта. 0:3 (3:15, 3:15, 1:15).
 «Динамо» (Берлин) —  «Уни» (Базель)
28 февраля. 3:0 (15:3, 15:4, 15:7).
1 марта. 3:0 (15:7, 15:4, 15:7).
 АЗС-АВФ (Варшава) —  «Динамо» (Москва)
17 февраля. 1:3 (12:15, 13:15, 15:7, 4:15).
28 февраля. 0:3 (2:15, 12:15, 7:15).
 «Славия» (Братислава) —  «Левски» (София)
19 февраля. 2:3 (11:15, 15:4, 8:15, 15:4, 10:15).
28 февраля. 1:3 (7:15, 16:14, 11:15, 12:15).

## Полуфинал
5—28.04.1967
 «Динамо» (Берлин) —  ЦСКА (Москва)
26 апреля. 1:3 (12:15, 16:18, 15:10, 9:15).
28 апреля. 0:3 (14:16, 5:15, 9:15). Оба матча прошли в Берлине.
 «Левски» (София) —  «Динамо» (Москва)
5 апреля. 3:0 (15:8, 15:9, 15:11).
23 апреля. 0:3 (11:15, 5:15, 6:15). Соотношение игровых очков по сумме двух матчей — 67:73.

## Финал
май 1967
 ЦСКА (Москва) —  «Динамо» (Москва)   
3:2.
3:1.

## Итоги

### Призёры
| ЦСКА (Москва)     |
| «Динамо» (Москва) |